# Dysphania magnifica
Dysphania magnifica là một loài bướm đêm trong họ Geometridae.